# Veľká Ida
Veľká Ida (in ungherese Nagyida) è un comune della Slovacchia facente parte del distretto di Košice-okolie, nella regione di Košice.